# Schloßgarten (Kiel)
Der Schloßgarten ist eine Grünfläche im Zentrum der schleswig-holsteinischen Landeshauptstadt Kiel. Er befindet sich nördlich des Kieler Schlosses zwischen der gleichnamigen Straße, der Hegewischstraße, dem Düsternbrooker Weg und der Straße Prinzengarten. Er ist bei einer Fläche von knapp drei Hektar rund 300 Meter lang und 100 Meter breit. Auf dem nördlichen Teil des Parks befindet sich der Skulpturengarten der Kunsthalle zu Kiel.

## Geschichte
Der Kieler Schloßgarten wurde als kleiner Renaissancegarten angelegt, als Herzog Adolf I. von Schleswig-Holstein-Gottorf das Schloss von 1558 bis 1568 zu einem aufwendigen Renaissancesitz ausbaute. Herzogin Friederike Amalie, die das Schloss als Witwensitz bewohnte, ließ die Anlage 1695 zu einem prachtvollen Barockgarten umbauen. Dieser wurde allerdings nach dem Tod der Herzogin nicht mehr gepflegt. Mitte des 19. Jahrhunderts bildete er die Grundlage für die Anlage eines Englischen Landschaftsgartens.
Nach dem Zweiten Weltkrieg verwahrloste die Anlage. Der obere Teil wurde als Parkplatz für das Universitätsklinikum genutzt. Seit 2007 werden die Beete rund um das Reiterstandbild nach historischen Plänen angelegt. 2010 wurden die Terrassen wieder hergestellt.

## Bauwerke
- Von Adolf Brütt 1896 fertiggestelltes Reiterstandbild von Kaiser Wilhelm I.
- Kriegerdenkmal für die 26 Kieler Bürger, die 1870/71 im deutsch-französischen Krieg gefallen sind. Es wurde zwischen 1879 und 1905 in Etappen von dem Kieler Architekten Heinrich Moldenschardt und dem Berliner Bildhauer Rudolf Siemering geschaffen
- Gefallenen-Ehrenmal der Christian-Albrechts-Universität zu Kiel, errichtet 1931 von Gustav August Munzer zu Ehren der umgekommenen Studenten und Dozenten im Ersten Weltkrieg

## Skulpturengarten der Kunsthalle zu Kiel
Der nördlichste Teil des heutigen Schloßgartens wurde 1986 als Skulpturengarten der Kunsthalle zu Kiel angelegt und zeigt Werke von Bård Breivik, August Endell, Per Kirkeby, Alf Lechner, Bjørn Nørgaard, Karl Prantl und James Reineking.

## Bilder

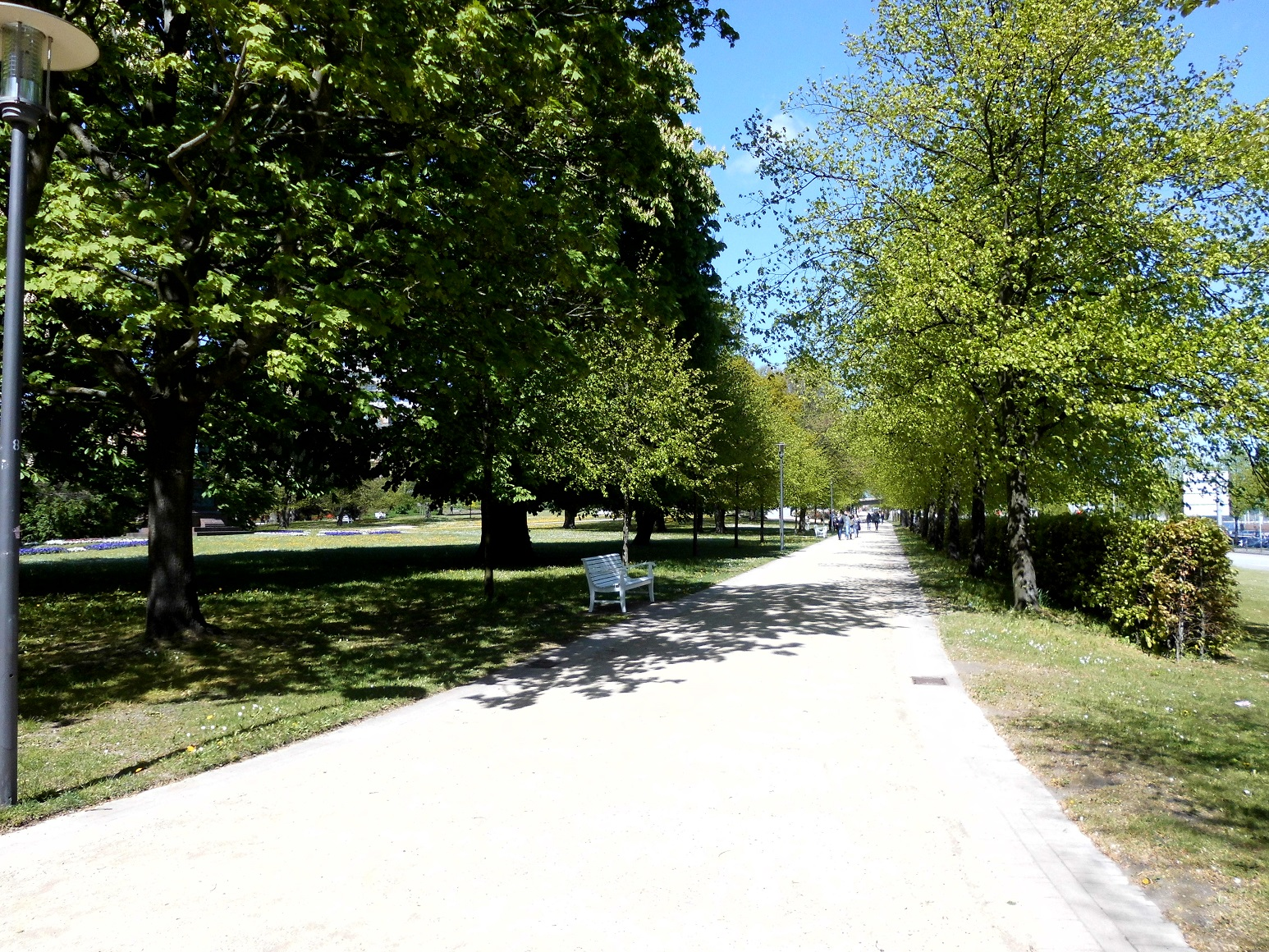
Die Schloßgartenallee 2015
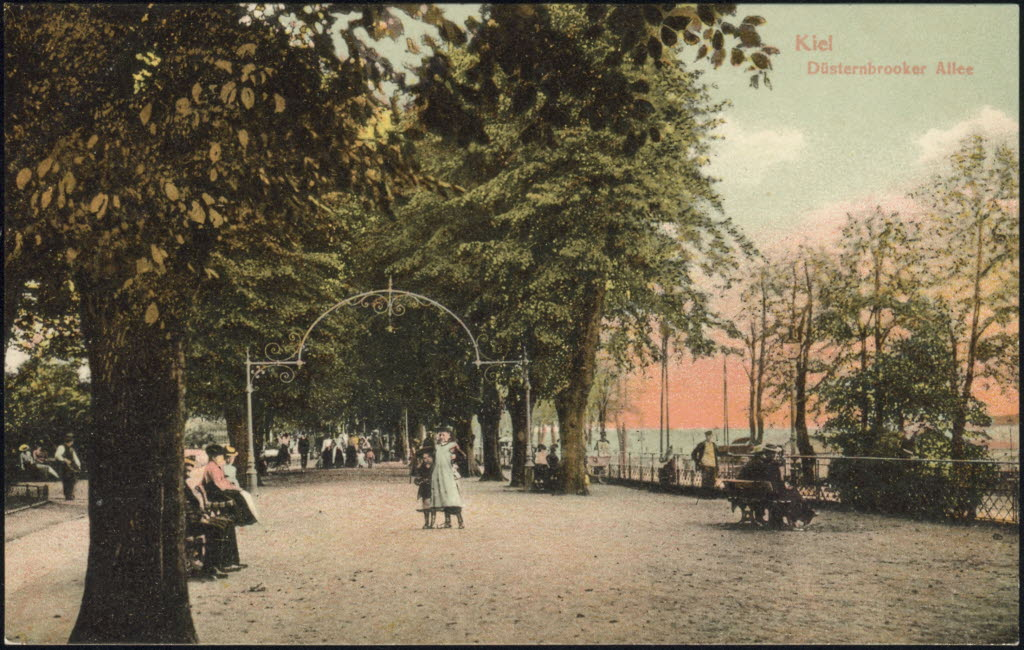
Die Schloßgartenallee etwa 1900
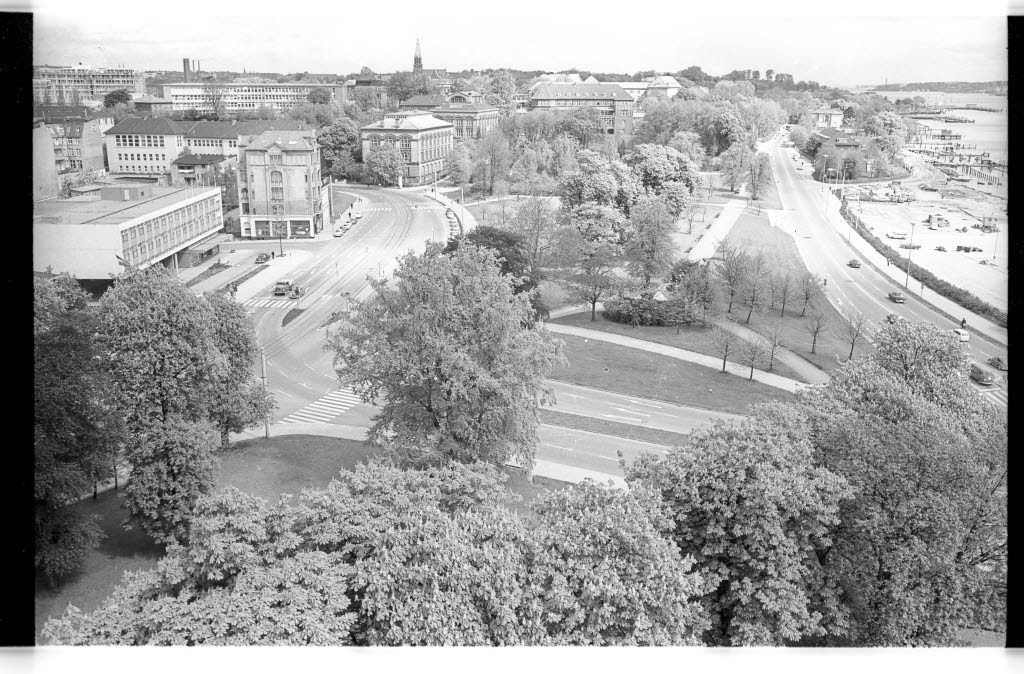
Der Schloßgarten im Mai 1965
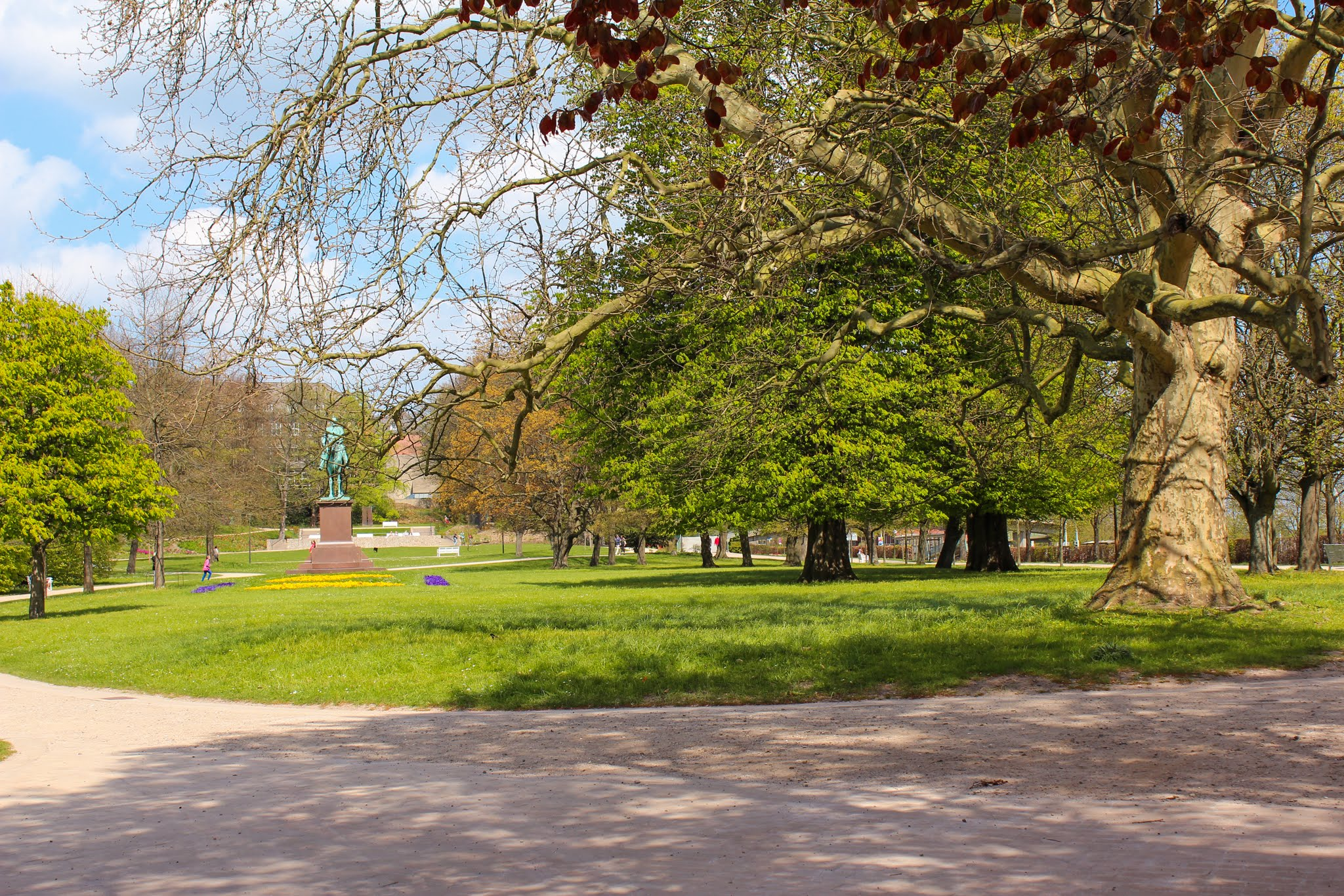
Der Schloßgarten im Mai 2013
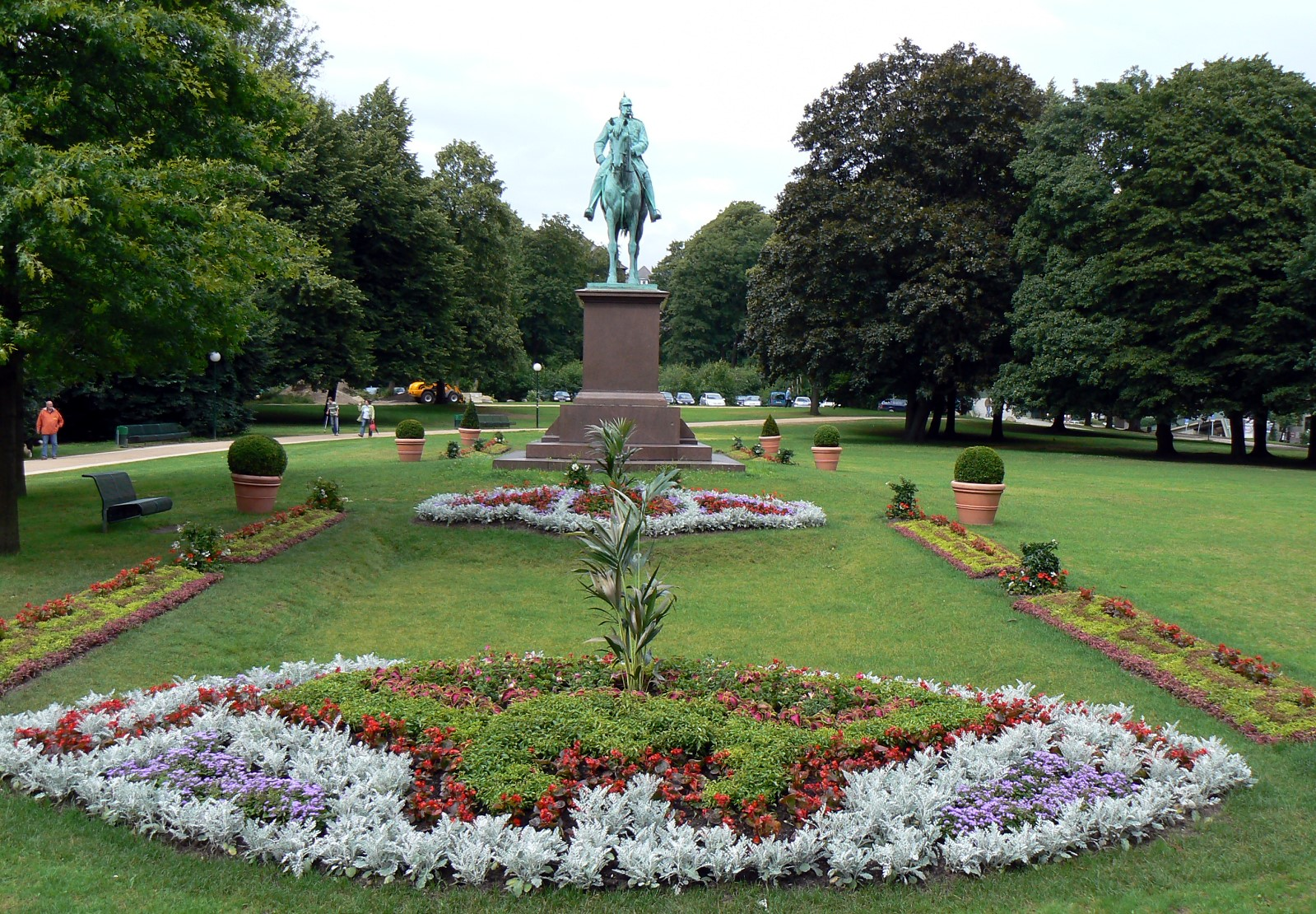
Das Kaiser-Wilhelm-Denkmal im wiederhergestellten Prachtbeet nach historischen Pflanzplänen
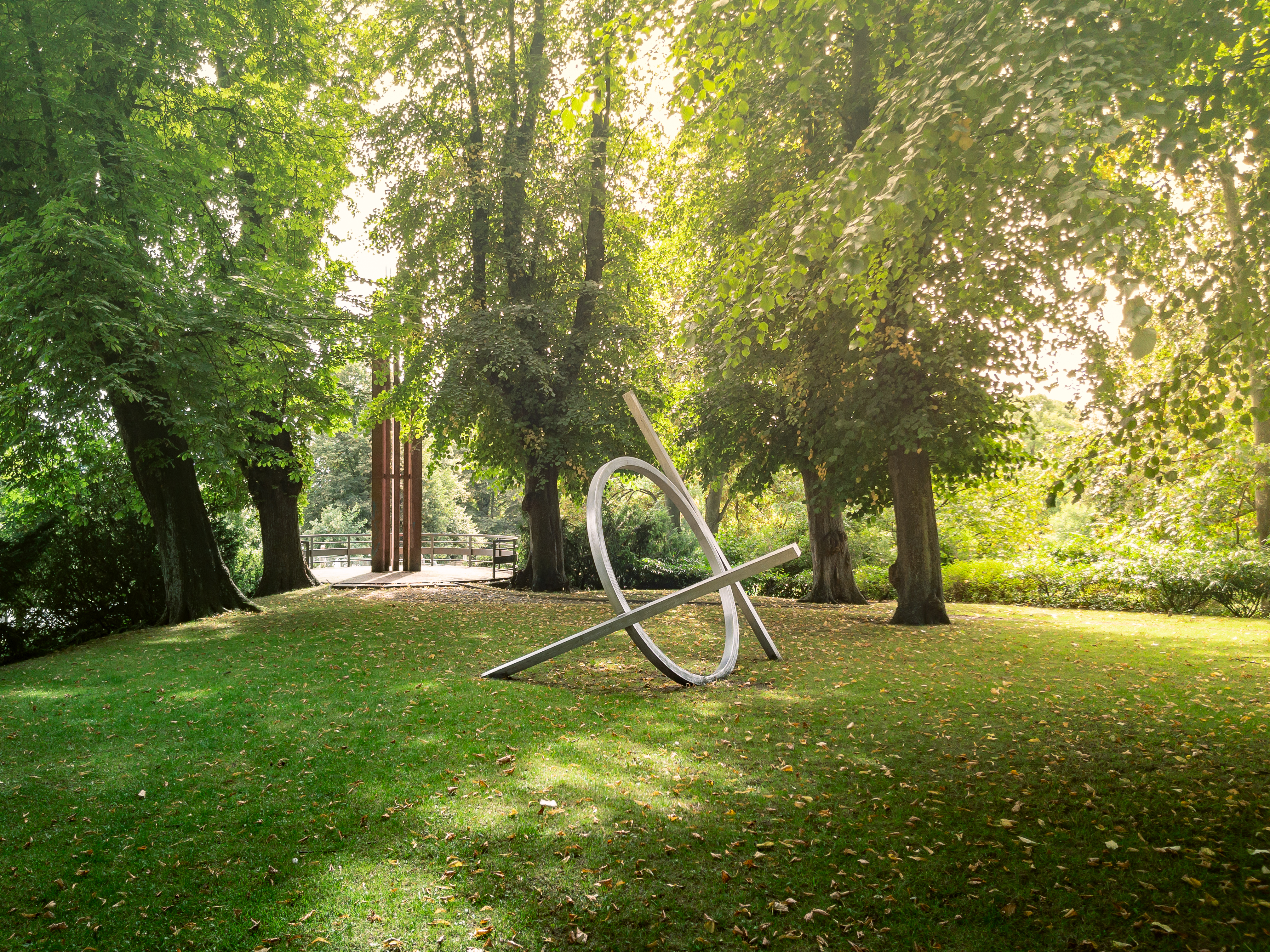
Alf Lechners: Tetraeder-Subtraktion mit Ring
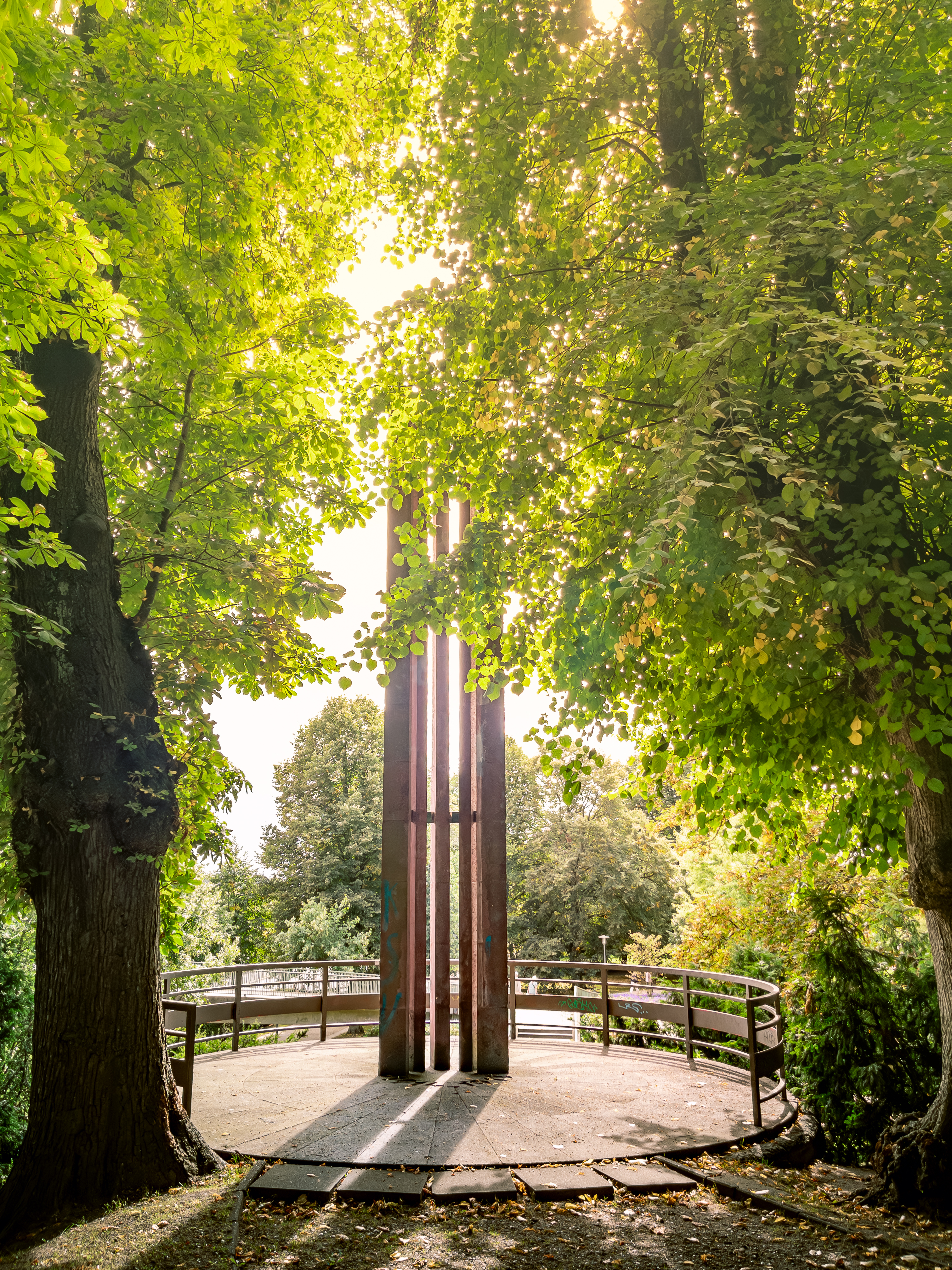
Langemarck-Denkmal